# Wilhelm Gabriel Wegener
Wilhelm Gabriel Wegener (* 10. März 1767 in Hohenlübbichow; † 16. November 1837 in Züllichau) war ein deutscher evangelischer Pfarrer. Er war ein Jugendfreund des Forschers Alexander von Humboldt und ein Urgroßonkel des Polarforschers Alfred Wegener.

## Leben
Wegener wurde als Sohn des Pfarrers Balthasar Friedrich Wegener (1731–1800) und dessen Ehefrau Georgine Marie Catharine Fröhlich (1728–1793) geboren. Sein Weg als Pfarrer stand schon früh fest. Ab Oktober 1782 besuchte er das Evangelische Gymnasium zum Grauen Kloster in Berlin und studierte ab 1785 Theologie in Frankfurt (Oder). 1789 wurde er mit 22 Jahren ordiniert. 
Dort lernte er die Brüder Alexander und Wilhelm von Humboldt kennen. Mit Alexander von Humboldt entspann sich eine so enge Beziehung, dass beide Männer im Februar 1788 feierlich einen „heiligen Freundschaftsbund“ schlossen. Zwei Jahre später kühlte die Beziehung ab. 1790/91 studierte Humboldt an Büschs Handelsakademie in Hamburg und wohnte bei dem Engländer John Gille. Auch Wegeners konservative Wendung zum Christentum – ist seinen Briefen zu entnehmen – blieb dem eher liberalen Humboldt fremd. 
Humboldts lebhafter Briefwechsel mit Wegener zeigt die Intensität der Beziehung auf, seitens Humboldts zunächst sehr schwärmerisch.
Wegener wurde 1789 Feldprediger beim Regiment Gens d’armes in Berlin. 1790 traf er im Feldlager mit Goethe zusammen, der „seinen Großherzog“ begleiten musste und der dort aus dem noch unveröffentlichten Schauspiel Torquato Tasso vorlas. 
Wegener wurde 1795 Superintendent und Oberpfarrer in Züllichau.

## Schriften in Auswahl
- Predigten beim dritten Säcular-Feste der evang. Kirche zu Züllichau 1827, Zülichau, 1827
- Rede an das Regiment Gensd’armes zur Erinnerung an das hundertjährige Bestehen desselben : gehalten den 17. Mai 1792, Langhoff, Berlin 1792